# پول تپه
پول تپه مربوط به دوران‌های تاریخی پس از اسلام است و در شهرستان قزوین، بخش کوهین، روستای اسفستان واقع شده و این اثر در تاریخ ۲۵ اسفند ۱۳۸۰ با شمارهٔ ثبت ۵۵۰۸ به‌عنوان یکی از آثار ملی ایران به ثبت رسیده است.